# Dennis di Cicco
| Odkryte planetoidy: 60 | Odkryte planetoidy: 60 |
| ---------------------- | ---------------------- |
| (7311) Hildehan        | 14 października 1995   |
| (7610) Sudbury         | 3 grudnia 1995         |
| (8900) AAVSO           | 24 października 1995   |
| (9983) Rickfienberg    | 19 lutego 1995         |
| (10153) Goldman        | 26 października 1994   |
| (10373) MacRobert      | 14 marca 1996          |
| (10596) Stevensimpson  | 4 października 1996    |
| (11132) Horne          | 17 listopada 1996      |
| (12780) Salamony       | 9 lutego 1995          |
| (13183) 1996 TW        | 5 października 1996    |
| (13623) 1995 TD        | 3 października 1995    |
| (16779) 1996 WH2       | 30 listopada 1996      |
| (17610) 1995 UJ1       | 23 października 1995   |
| (19311) 1996 VF3       | 12 listopada 1996      |
| (19323) 1996 XM13      | 9 grudnia 1996         |
| (20153) 1996 TC8       | 12 października 1996   |
| (20165) 1996 VT2       | 10 listopada 1996      |
| (23565) 1994 WB        | 23 listopada 1994      |
| (27858) 1995 BZ1       | 30 stycznia 1995       |
| (27880) 1996 EQ        | 14 marca 1996          |
| (27899) Letterman      | 18 sierpnia 1996       |
| (27906) 1996 TZ7       | 12 października 1996   |
| (27924) 1997 AZ10      | 9 stycznia 1997        |
| (30994) 1995 UE2       | 24 października 1995   |
| (31006) 1995 XC        | 3 grudnia 1995         |
| (31058) 1996 TA5       | 8 października 1996    |
| (31081) 1996 XO13      | 9 grudnia 1996         |
| (31184) 1997 YZ4       | 26 grudnia 1997        |
| (32947) 1995 YH2       | 23 grudnia 1995        |
| (39718) 1996 VG3       | 12 listopada 1996      |
| (39728) 1996 WG        | 17 listopada 1996      |
| (39747) 1997 BM1       | 29 stycznia 1997       |
| (42543) 1996 BR        | 16 stycznia 1996       |
| (42556) 1996 TA8       | 12 października 1996   |
| (43894) 1995 TP        | 12 października 1995   |
| (43934) 1996 TC        | 1 października 1996    |
| (48642) 1995 UH1       | 23 października 1995   |
| (48684) 1996 EP        | 14 marca 1996          |
| (52478) 1995 TO        | 12 października 1995   |
| (52531) 1996 TB8       | 12 października 1996   |
| (55831) 1995 XL        | 12 grudnia 1995        |
| (55847) 1996 SQ        | 20 września 1996       |
| (58501) 1996 VQ2       | 10 listopada 1996      |
| (58502) 1996 VH3       | 12 listopada 1996      |
| (58503) 1996 VJ3       | 12 listopada 1996      |
| (73856) 1996 WF        | 16 listopada 1996      |
| (79305) 1995 XK        | 12 grudnia 1995        |
| (79331) 1996 TY        | 5 października 1996    |
| (79334) 1996 TZ9       | 15 października 1996   |
| (100487) 1996 VO2      | 10 listopada 1996      |
| (100495) 1996 WH       | 17 listopada 1996      |
| (100496) 1996 WJ       | 17 listopada 1996      |
| (120651) 1996 TA10     | 15 października 1996   |
| (120661) 1996 VZ2      | 11 listopada 1996      |
| (134389) 1996 VP2      | 10 listopada 1996      |
| (162052) 1996 TB10     | 15 października 1996   |
| (181761) 1996 VR2      | 10 listopada 1996      |
| (229927) 1996 TN9      | 13 października 1996   |
| (243577) 1996 WE       | 16 listopada 1996      |
| (427396) 1996 TA       | 1 października 1996    |

Dennis di Cicco (ur. 1950) – amerykański astronom amator, odkrywca 60 planetoid. Wszystkich odkryć dokonał w latach 1994–1997 w swoim przydomowym obserwatorium astronomicznym w Sudbury w stanie Massachusetts.
Ponadto od 1974 jest jednym z redaktorów miesięcznika astronomicznego „Sky & Telescope”, gdzie publikuje zarówno teksty jak i zdjęcia wykonane podczas obserwacji astronomicznych.
Na jego cześć nazwano planetoidę (3841) Dicicco.